# هیوگو (مینه‌سوتا)
هیوگو، مینه‌سوتا (به انگلیسی: Hugo, Minnesota) یک شهر در ایالات متحده آمریکا است که در شهرستان واشینگتن واقع شده‌است.

## خصوصیات
هیوگو ۹۳٫۲۹ کیلومترمربع مساحت و ۱۳٬۳۳۲ نفر جمعیت دارد و ۲۸۴ متر بالاتر از سطح دریا واقع شده‌است.